# Тамара Срзентић
Тамара Срзентић (Цетиње, 1982) јесте црногорски стручњак за дигиталну трансформацију и иновације. Била је министарка јавне управе, дигиталног друштва и медија у Влади Здравка Кривокапића. Такође је била заменик директора канцеларије за иновације америчке државе Калифорније.

## Биографија
Рођена је 1982. године на Цетињу које је тада било део Социјалистичке Федеративне Републике Југославије. Дипломирала је на Калифорнијском државном универзитету и магистрирала на Универзитету Темпл у Филаделфији.
Има више од 15 година искуства у владиној реформи, вођењу политике и дигиталне трансформације. 
Током протекле две администрације у Калифорнији, Тамара је заговарала курс за приоритетне иницијативе политике и стратегије дигиталних услуга и јавних трансформација за пету највећу економију на свету.  У овом периоду, Калифорнија је преобликовала политике и стандарде, покренула јавно-приватна партнерства, уштедела новац, побољшала услуге и изградила трајне могућности за иновације и пружање дигиталних услуга. Такође је изградила два стартапа за државу Калифорнију.
2017. године учествовала је у оснивању и постала заменица директора Канцеларије за иновације у Калифорнији при Калифорнијској здравственој и хуманитарној служби која је била одговорна за подстицање иновација за 13 државних одељења од 30.000 запослених са годишњим буџетом од око 160 милијарди долара, пружајући критичне здравствене и социјалне услуге за скоро једну трећину свих становника Калифорније.
Тамара је била део основног тима који је радио на успостављању Канцеларије за дигиталне иновације - која се фокусира на побољшање корисности, поузданости и корисничког искуства најважнијих дигиталних услуга у Калифорнији.
Тамара се консултовала о грађанској технологији, технолошкој политици, реформи јавне управе и дигиталној трансформацији са лидерима широм света и предводила је заједнице дигиталних услуга / иновација у пракси, радионице и тренинге у Калифорнији, западном Балкану и европским земљама.
Тамара је недавно водила тим који је креирао веб страницу за одговор Калифорније на Ковид-19.
5. новембра 2020. године, мандатар за састав нове црногорске владе, Здравко Кривокапић је именовао за кандидата за Министарку јавне управе, дигиталног друштва и медија.
Декларише се као Црногорка и осим црногорског језика, прича енглески и француски.